# 鳴門ガレの森美術館
鳴門ガレの森美術館（なるとガレのもりびじゅつかん）は、徳島県鳴門市撫養町林崎の妙見山公園（妙見山）にある美術館。
19世紀のフランスのガラス工芸家、エミール・ガレの作品を中心に展示。チタンを炎で焼きあげることで発色する美しい蒼を特徴とする、チタンアーティスト与吉の作品も常設展示されている。

## 基礎データ
- 開館時間 10:00 - 18:00

### 休館日
- 木曜日（木曜が祝日の場合は開館）
12月30・31日　1月1日

### 入館料
- 大人 - 800円
- 学生 - 500円

## 交通
- JR鳴門駅から徒歩約20分、車で5分。